# Борш (Албанія)
Борш — село в Албанії, в окрузі Саранда на «албанській рив'єрі», на південних схилах Керавнійських гір, у однойменній долині та на березі Іонічного моря.

## Географія
Територія села розташована у широкій долині, утвореній декількома струмками. Пласка частина долини на заході забудована сільськими маєтками, низька частина заболочена, а більша похила частина долини зайнята оливковими та цитрусовими гаями.
Має піщаний пляж довжиною 5 км.
Через село тече декілька струмків, найбільший з яких бере початок на сході верхньої частини села та має назву Борш, а на берегах його збереглися зарості олеандру, які 2007 року було рекомендовано захистити статусом «охоронного ландшафту». Струмки течуть з гірських джерел, які відомі під назвою «джерела Боршу». Навколо найбільшого джерела побудовано популярний ресторан. Струмок Борш довжиною в 2 км утворює мальовничий водоспад.
Також у західній частині села тече відносно повноводна річка Фтера.
У місцевості переважають північно-західні та північні вітри.
Через верхню частину села проходить автодорога Вльора-Саранда, прокладена 1957 року. На захід від Боршу знаходиться село Кепаро, на південний схід — селище Пікерас та село Лукове. Північна дорога у гори веде до села Фтерре.

## Історія
Місцевість відома з античних часів, коли на північ від села на пагорбі існувало давньоепірське місто Борш. Це був важливий центр хаонців, який за значенням можна порівняти з Хімарою чи Бутринтом. Надалі на пагорбі була побудована візантійська фортеця (Сопот), перебудована османами в XV—XVI століттях, руїни якої на початку XXI століття перетворені на музей. На південний захід від фортеці у 1974 році було знайдено некрополь та склеп IV-III століть до н. е.. У долині збереглися античні бруковані дороги, а також залишки іригаційної системи.
У першій половині XV століття фортецю Сопот та село Борш, яке лежало від неї вглиб долини річки Фтерра захопили османські війська. Натомість 1456 року ними володів неаполітанський король Альфонсо V, а в 1470-1479 роках фортецю й село утримували венеційці. Короткий час у 1479-1481 роках Сопот відійшов Османській імперії, але 1 вересня 1481 року його захопив Гйон Кастріоті II. Утім 1492 року османи знову захопили фортецю й тепер майже без перерв володіли нею до початку XX століття. У той період Борш складався з близько 60 будинків та ще 14 будинків поблизу стін замку (село Кокні).

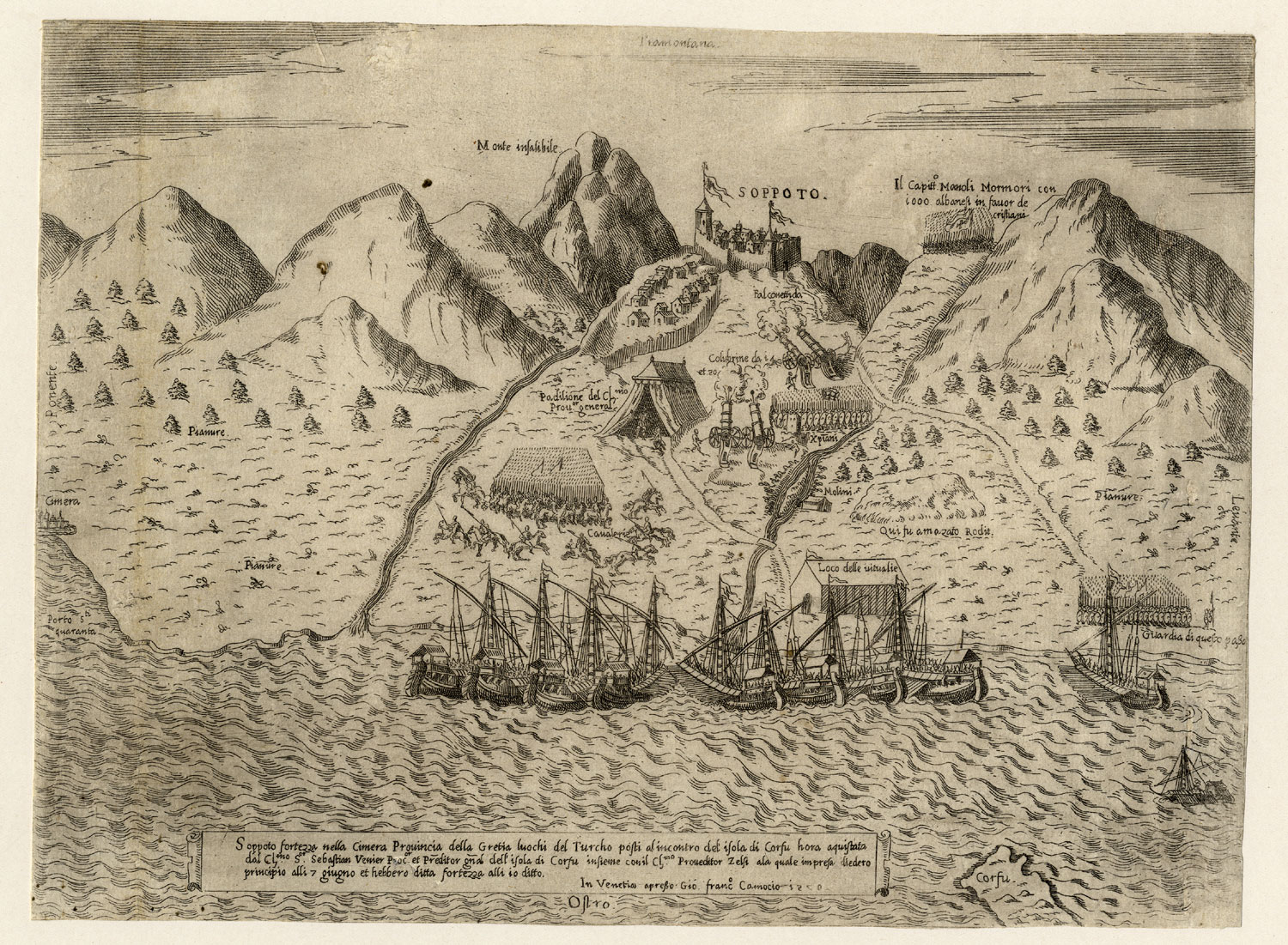
Облога венеційцями фортеці Соппото (Борш) у 1570 році, німецька гравюра

У 1570 році з початком Кіпрської війни грецький військовий діяч Іммануїл Морморіс з венеційськими військами з Корфу висадився в долині Борш та розпочав облогу османської фортеці. 7 червня фортецю було взято, а греки Хімаре почали повстання проти османів. Утім, уже 1571 року османська армія відвоювала фортецю назад

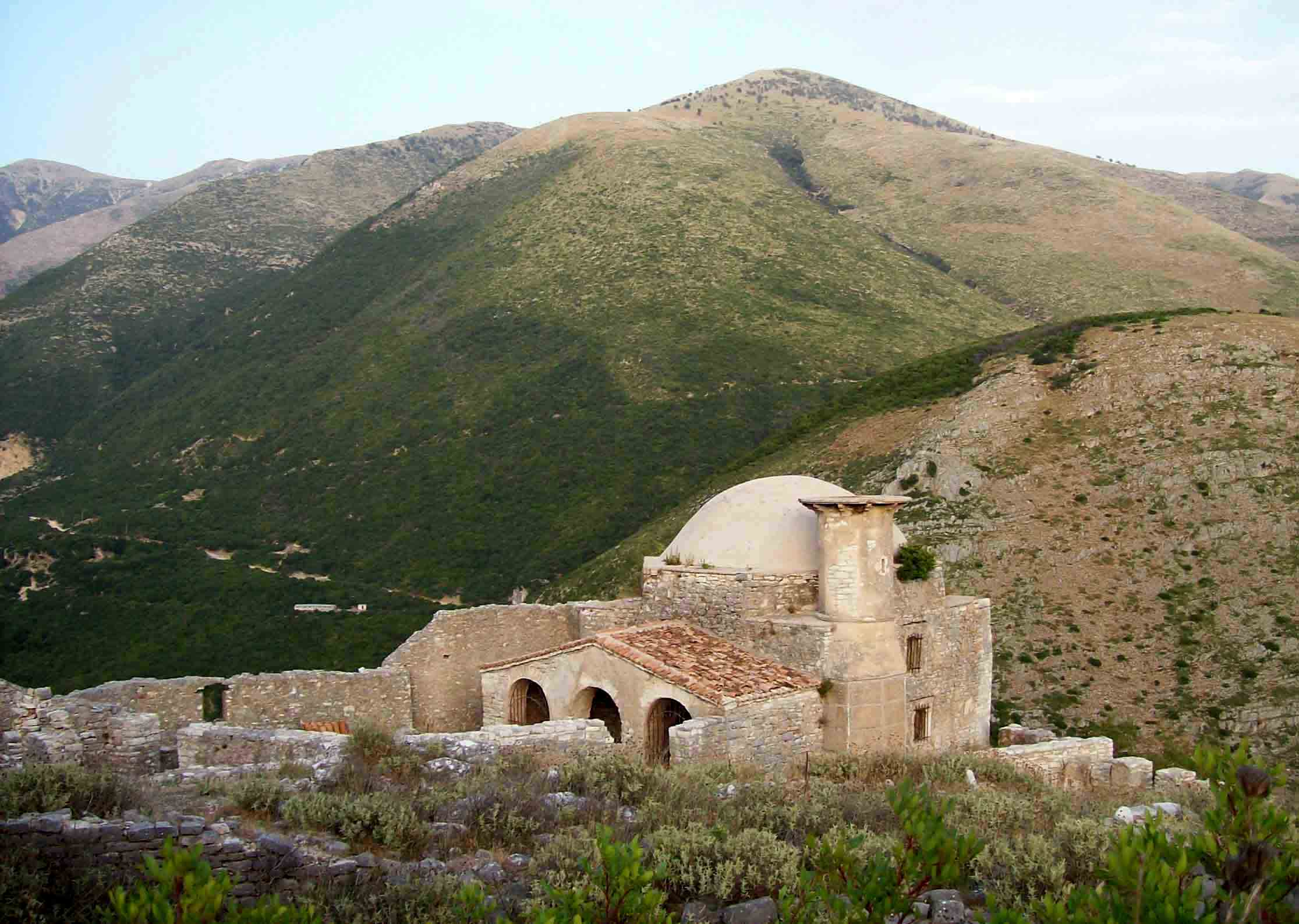
Сучасний вигляд руїн фортеці

Сучасний Борш побудований нижче традиційного селища, яке спочатку було зруйноване в ході Першої світової війни, а надалі розбомблено в часи Другої світової війни.
Упродовж правління Алі-паші в XIX столітті Борш містив 700 будинків, також було відновлено фортецю, побудовано мечеть і медресе.
На квітень 2020 року в Борші був запланований «Південний вуличний фестиваль» (англ. South Outdoor Festival), що проводиться в селах Албанської рив'єри з 2017 року, який через пандемію коронавірусної хвороби було відкладено.

## Населення та економіка
Місцеве населення займається сільським господарством, зокрема скотарством та вирощуванням олив. Наявний оливопереробний завод.
Станом на 2005 рік у селі було декілька готелів на березі моря, надалі їхня кількість зросла.
Доповідь Світового банку 2005 року відмічала ненадійне електро- та водопостачання в селі, а також відсутність каналізації.

### Демографія
Дані наведено за доповіддю.
| Рік                       | 1926 | 1945 | 1950 | 1960 | 1969 | 1979 | 1989 | 2004 |  |
| ------------------------- | ---- | ---- | ---- | ---- | ---- | ---- | ---- | ---- |  |
| Кількість населення, осіб | 937  | 744  | 860  | 1088 | 1431 | 1022 | 1213 | 1280 |  |